# Kanksa
Kanksa (ook wel Anksa genoemd) is een census town in het district Paschim Bardhaman van de Indiase staat West-Bengalen. 

## Demografie
Volgens de Indiase volkstelling van 2001 wonen er 16.528 mensen in Kanksa, waarvan 52% mannelijk en 48% vrouwelijk is. De plaats heeft een alfabetiseringsgraad van 69%. 